# Zwangslager Salzburg-Maxglan

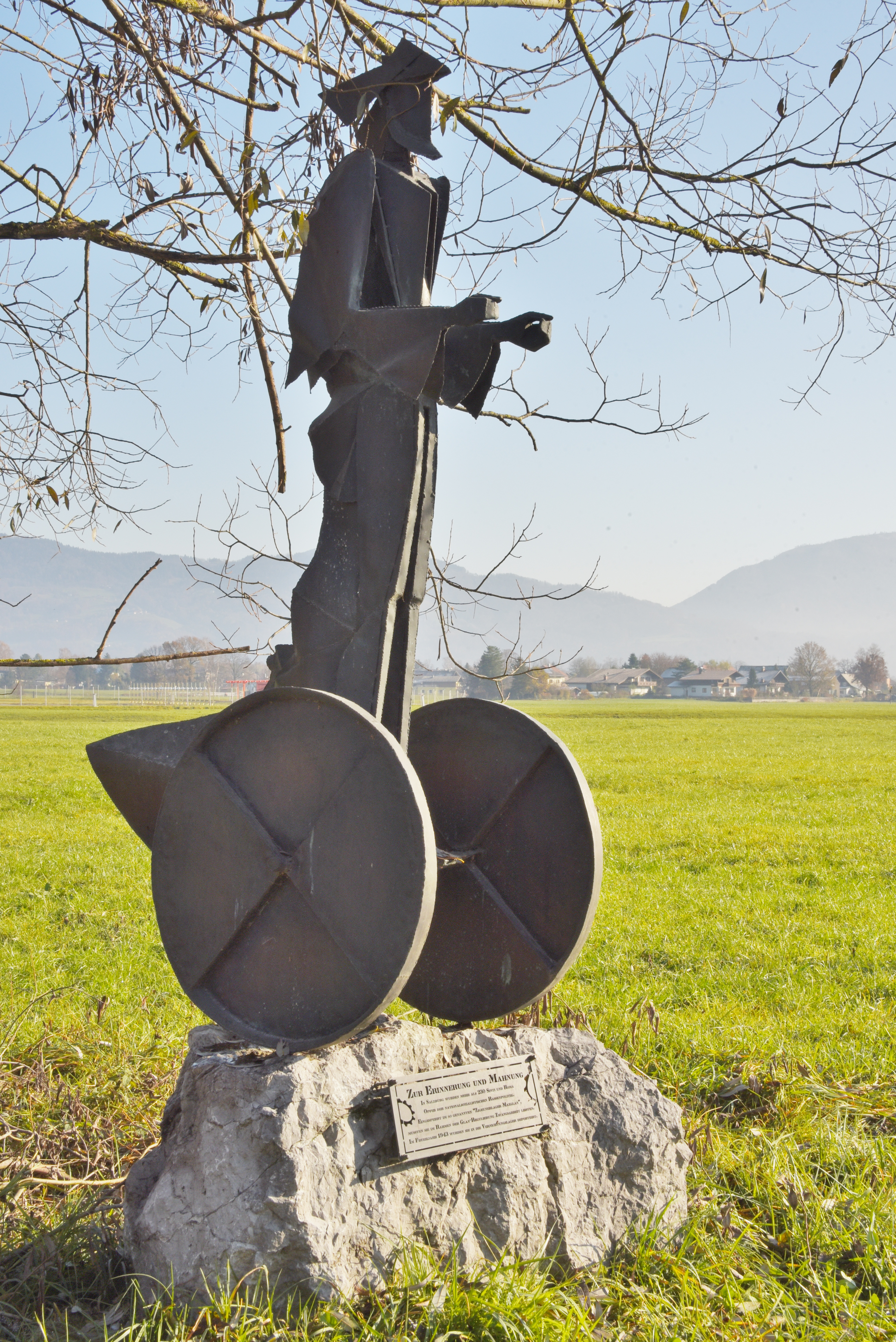
Mahnmal am Ort des Zwangslagers

Das Zwangslager Salzburg-Maxglan, im NS-Sprachgebrauch Zigeunerlager, wurde von den Nationalsozialisten im Rahmen des Porajmos eingerichtet. Es bestand von Herbst 1940 bis April 1943 und befand sich im Bereich der heutigen Kendlersiedlung im Salzburger Stadtteil Leopoldskron-Moos, bis 1939 eine eigenständige Gemeinde, direkt an Maxglan angrenzend.
Die meisten Insassen, darunter auch viele Kinder, wurden in den Vernichtungslagern des NS-Regimes ermordet.

## Lage
Das Lager befand sich westlich der Moosstraße und östlich des Glanbachs im Bereich Kendlerstraße und heutigem Schwarzgrabenweg. In zeitgenössischen Schriftstücken finden sich neben „Lager Maxglan“ auch die Bezeichnungen „Lager Leopoldskron-Moos“, „Lager Leopoldskron“, „Lager am Kräutlerweg“ oder „Lager Marienbad“. Seine offizielle Adresse  lautete fälschlicherweise Kräutlerweg 2.

## Hintergrund
Kurz nach Ausbruch des Zweiten Weltkriegs wurde auf einer von Reinhard Heydrich einberufenen Konferenz der Beschluss gefasst, die im Deutschen Reich lebenden „Zigeuner“ nach Polen in das Generalgouvernement, zu deportieren. Als Vorbereitung dazu diente der so genannte „Festsetzungserlass“, wonach dieser Personenkreis bis zu ihrem endgültigen Abtransport in besonderen Sammellagern unterzubringen sei. Damit durften Sinti und Roma ihren Aufenthaltsort nach dem 26. Oktober 1939 nicht mehr verlassen. An diesem Tag erfolgte zudem eine Zählung der „Zigeuner“ und „Zigeunermischlinge“ durch die örtlichen Polizeistellen. Alle im Reichsgau Salzburg lebenden Sinti und Roma wurden aufgegriffen und zunächst interniert.
Zur Vorbereitung der Deportation wurden die Gefangenen aus Salzburg im Sommer 1940 auf die Trabrennbahn in Parsch verbracht und dort in Pferdeboxen eingesperrt. Kurz vor dem geplanten Termin wurde der Abtransport nach Polen auf unbestimmte Zeit verschoben. Wegen eines anstehenden Trabrennens wurden die Gefangenen am 10. September 1940 zum bereits existierenden „Zigeuner-Sammelplatz“ in Leopoldskron-Moos gebracht.

## Das Lager
1941 lebten rund 300 Gefangene aus Salzburg in Wohnwagen, Zelten und neu errichteten Baracken in dem von einem Stacheldrahtzaun umgebenen Lager. 
Zur Bewachung wurden etwa 15 Polizisten sowie Gefangene aus Konzentrationslagern in Salzburg eingesetzt. Fluchtversuche wurden durch Überstellung ins KZ und Bestrafung der Familien geahndet.
Ab Oktober 1940 wurden männliche Gefangene für schwere Zwangsarbeiten eingesetzt, beim Bau der Reichsautobahn, bei der Regulierung der Glan oder der Errichtung der Rainerkaserne in Glasenbach.

### Zwangsrekrutierung als Filmstatisten
Über 100 Insassen wurden von Leni Riefenstahl für ihren Film Tiefland als Statisten mit „südländischer“ Erscheinung zwangsrekrutiert. Obwohl Riefenstahl hierbei genau wusste, dass die Häftlinge später zur Ermordung ins Zigeunerlager Auschwitz gebracht werden sollten, leugnete sie dies jedoch am 27. April 2002 bei einem Interview mit der Frankfurter Rundschau.

### Lagerauflösung
Das Lager wurde im Frühjahr 1943, nach Herausgabe des Auschwitz-Erlasses, aufgelöst. Von den insgesamt 51 Komparsen wurden 25 nach Auschwitz, drei nach Ravensbrück und 14 nach Lackenbach deportiert; zwei Personen starben im Lager Maxglan, das Schicksal der übrigen sieben ist ungeklärt.

## Historische Aufarbeitung

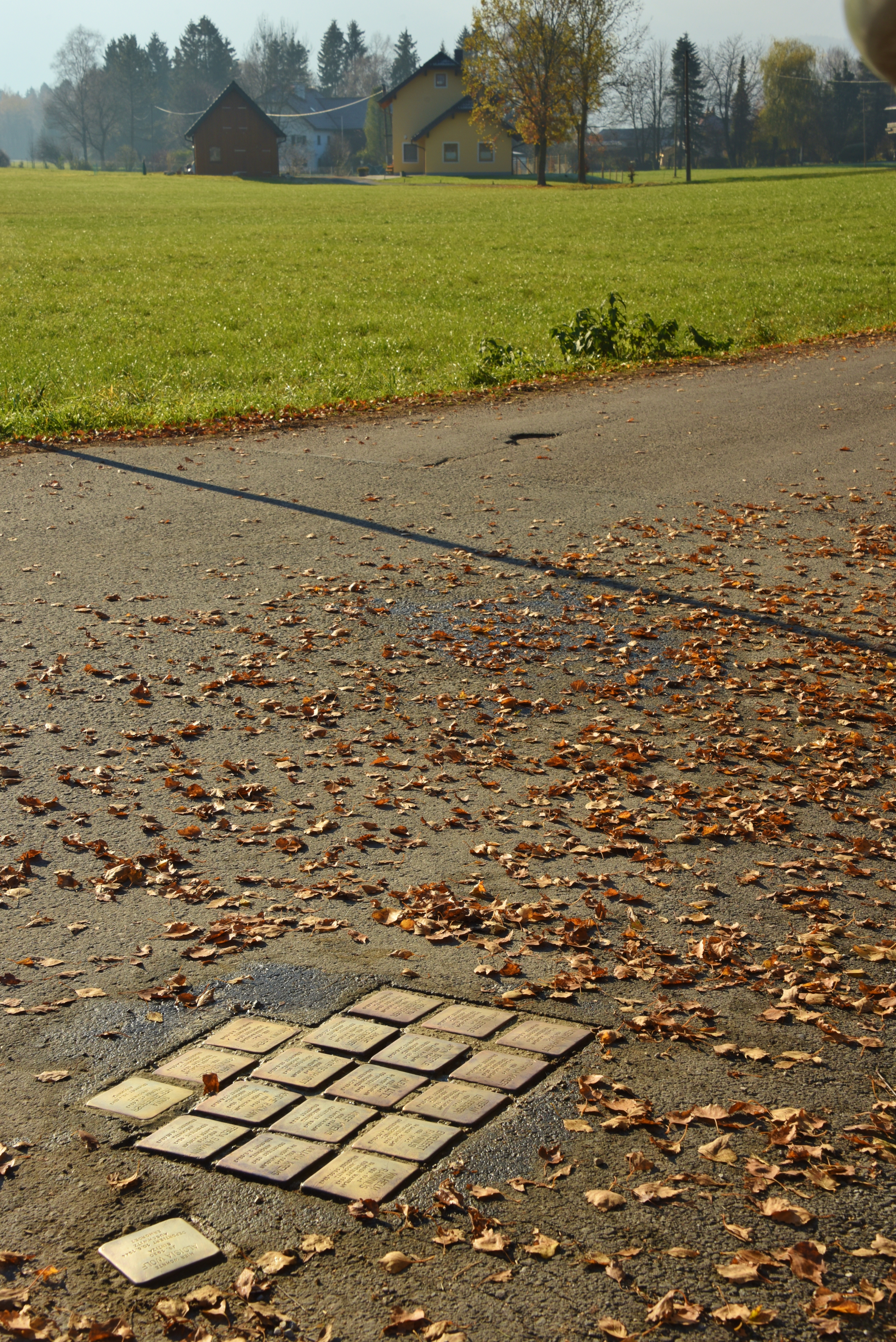
Stolpersteine am Ort des Zwangslagers, Salzburg

Der Historiker Gert Kerschbaumer konnte die Namen und Schicksalsverläufe der zwangsinternierten Sinti ermitteln. Es handelte sich um 245 Kinder, Frauen und Männer. Die von Leni Riefenstahl aufgestellte Behauptung, die meisten ihrer Komparsen hätten das NS-Regime überlebt, hat sich aufgrund der Kerschbaumer’schen Forschung als Lüge erwiesen, wie auch die Dokumentarfilmerin Nina Gladitz darlegen konnte.

## Gedenken
In den Jahren 2007 bis 2014 wurden an einer frequentierten Stelle auf der rechten Seite der Glan, im Stadtteil Leopoldskron-Moos, zum Gedenken an die 18 in Salzburg geborenen und in Auschwitz ermordeten Kinder „Stolpersteine“ verlegt.
2008 gedachte die Radiofabrik in Zusammenarbeit mit dem Christian Doppler-Gymnasium und dem Salzburger Personen-Komitee Stolpersteine durch das Projekt „Das ,Zigeunerlager‘ Salzburg-Maxglan. Vorhof zum KZ. Ein Hörmahnmal“. Schüler verlasen die Namen der von Salzburg aus deportieren Sinti und Roma. Eingebettet waren diese Listen in einen Informationsteil mit Originalaufnahmen von Überlebenden, Interviews mit Historikern und Zitaten aus dem kriminalpolizeilichen Amtsschriftverkehr zum so genannten „Zigeunerlager“ Salzburg-Maxglan.
2008/2009 wurde vom Salzburger Rundfunksender Radiofabrik im Rahmen eines EU-Projekts das Mahnmal „Niemals Vergessen“ des Salzburger Bildhauers Zoltan Pap aufgestellt. Die Skulptur wurde im März 2020 und nach Reparatur im Februar 2023 durch Unbekannte demoliert.